# Heo Yong-joon
Đây là một tên người Triều Tiên, họ là Heo.
Heo Yong-joon (tiếng Hàn: 허용준; sinh ngày 8 tháng 1 năm 1993) là một cầu thủ bóng đá Hàn Quốc thi đấu ở vị trí tiền đạo cho Jeonnam Dragons.

## Sự nghiệp
Heo gia nhập đội bóng K League 1 Jeonnam Dragons vào tháng 1 năm 2016.